# Centrális határeloszlás-tétel

A normális eloszlás közelítése szimmetrikus (fent) és ferde (lent) Binomiális eloszlásokkal. A közelítés pirossal, a normális eloszlás zölddel van ábrázolva

A centrális határeloszlás-tétel (CHT) azt mondja ki, hogy adott feltételek mellett, elegendően nagy számú és független valószínűségi változó középértéke (várható értéke) jó közelítéssel normális eloszlású, ha a független valószínűségi változók jól meghatározott középértékkel és szórásnégyzettel rendelkeznek. Ha nem tesszük fel ezt a két utóbbi feltételt, akkor csak azt tudjuk, hogy a határeloszlás stabil.
A centrális határeloszlás-tételnek számos változata van. Az általános formájában a valószínűségi változók hasonló eloszlásúaknak kell lenniük. Vannak olyan változatok, ahol a normális eloszlás középértékéhez történő konvergencia a nem azonos eloszlást mutató valószínűségi változóknál is előfordul, bizonyos feltételek mellett, például Ljapunov-feltétel vagy Lindenberg-feltétel. Ezek kizárják, hogy az egyes tagok túl nagy hatással legyenek az összegre.
A valószínűségi elméletben a centrális határeloszlás-tétel az úgynevezett gyenge konvergenciájú halmaz része. Ez arról a tényről szól, hogy sok független és azonos eloszlású valószínűségi változó összege egy attraktor eloszlás kis halmazához közelít. Ha a független és azonos eloszlású valószínűségi változók szórásnégyzete véges, akkor az attraktor eloszlás a normális eloszlás. Ezzel ellentétben, ha a valószínűségi változó négyzetes törvény szerinti elnyúló farok résszel rendelkezik, a szórásnégyzet végtelen, akkor az alfa-stabil eloszlás felé tart, alfa stabilitás paraméterrel, ahogy a változók száma nő.
Az elnevezés Pólya György egy 1920-as dolgozatára megy vissza, aminek címe németül Über den zentralen Grenzwertsatz der Wahrscheinlichkeitsrechnung und das Momentenproblem.

## Klasszikus CHT
Legyenek X1, ..., Xn egy n elemszámú minta tagjai, egy független és azonos eloszlású valószínűségi változók sorozata, µ várható értékkel és σ2 szórásnégyzettel.
Tegyük fel, hogy a minták átlaga:
{\displaystyle S_{n}:={\frac {X_{1}+\cdots +X_{n}}{n}}}

Tetszőleges binomiális eloszlás esetén az n tényezőt növelve kb. n > 30 esetén az eloszlás megközelítőleg normális lesz

A nagy számok törvénye szerint a mintaátlagok majdnem biztosan a µ várható értékhez konvergálnak, ahogy n → ∞.
A klasszikus CHT leírja a középérték, µ körüli sztochasztikus fluktuáció méretét és eloszlási formáját a konvergencia során. Pontosabban azt állítja, hogy ahogy n nő, a minta átlaga Sn és annak várható értéke (µ) közötti különbség eloszlása, ha megszorozzuk a n tényezővel (azaz n(Sn − µ)), akkor közelít a normális eloszláshoz, 0 középértékkel és σ2 szórásnégyzettel.
Ha n elég nagy, akkor Sn eloszlása közel normális eloszlású µ középértékkel és σ2/n szórásnégyzettel. Az elmélet hasznossága az, hogy {\displaystyle {\sqrt {n}}}(Sn − µ) közelít a normálishoz, tekintet nélkül az egyedi Xi-k eloszlásának formáitól.
Formálisabban, az {\displaystyle n}-edik összeg {\displaystyle S_{n}=X_{1}+X_{2}+\cdots +X_{n}}. Az {\displaystyle S_{n}} várható értéke {\displaystyle n\mu }, szórásnégyzete {\displaystyle n\sigma ^{2}}. Az összeget standardizálva
{\displaystyle Z_{n}={\frac {S_{n}-n\mu }{\sigma {\sqrt {n}}}},}
ami pontonként tart az {\displaystyle N(0,1)} standard normális eloszláshoz, ha {\displaystyle n\to \infty }. Ez azt jelenti, hogy {\displaystyle \Phi (z)}-vel jelölve a standard normális eloszlás eloszlásfüggvényét, minden {\displaystyle z} valós számra
{\displaystyle \lim _{n\to \infty }P(Z_{n}\leq z)=\Phi (z).}
Egy másik írásmóddal
{\displaystyle \lim _{n\rightarrow \infty }P\left({\frac {{\overline {X}}_{n}-\mu }{\sigma /{\sqrt {n}}}}\leq z\right)=\Phi (z),}
ahol
{\displaystyle {\overline {X}}_{n}={\frac {S_{n}}{n}}={\frac {X_{1}+\cdots +X_{n}}{n}}} az első
{\displaystyle n} tag átlaga.

## Alkalmazás, példa

Kockadobás –CHT működése

A mellékelt ábrán látható, hogy a hatoldalú kocka dobásának eloszlása az n növelése függvényében, az eloszlás tart a normális eloszláshoz.
Statisztikai alkalmazásokban a konvergencia a mintanagyság növelésével gyorsítható.
Az USA-ban 1973 és 1978 között vizsgált baleseti halálok eloszlása is tart a normális eloszlás felé a CHT miatt.
Számos esetet publikáltak, ahol a CHT törvénye működik.
Az úgynevezett véletlenszerű bolyongáskor követett útvonalak eloszlásai is tendálnak a normális eloszlás felé
Nagy számú pénzérme feldobásakor a „fej” eredmények normális eloszlást mutatnak az összes fejre viszonyítva (vagy írásra).
Elektronikus zajok természete is normális eloszlást mutat elegendően nagy számú kísérletnél.
Általánosságban is elmondható, hogy minél több mérést végzünk független változókkal egyenlő befolyással (körülmények között), akkor az eloszlás tart a normális eloszlás felé.
Számos statisztikai eredmény és számítógépes megoldás mutatja a konvergenciát a centrális határeloszlás szerint.

## A CHT rövid története
Az első verzió Abraham de Moivre francia matematikus nevéhez kötődik (1733).
A publikációt teljesen elfelejtették, majd 1812-ben a híres francia matematikus Pierre-Simon Laplace vette elő a homályból az elméletet. Az elmélet fontosságát egy orosz matematikus, Alekszandr Mihajlovics Ljapunov ismerte fel 1901-ben, és bizonyította a tétel működését, a valószínűségi elmélet területén.
A ’centrális határ-eloszlás’ elnevezést Pólya György használta először egy publikációjában 1920-ban.
Az elmélet kifejtéséhez számos matematikus, statisztikus járult hozzá (Anders Hald, Augustin Cauchy, Friedrich Bessel, Siméon Denis Poisson, Paul Pierre Lévy, Harald Cramér).
Az első bizonyítások Bernstein, Pafnutyij Lvovics Csebisov, Id. Andrej Andrejevics Markov és Alekszandr Mihajlovics Ljapunov neveihez fűződik, 1935 körül. Érdekesség a történetben, hogy Alan Turing disszertációjában (King's College, University of Cambridge) a CHT bizonyítása szerepelt. Ezt a disszertációt sohasem publikálták.

## A CHT bizonyítása
A bizonyítást többnyire a karakterisztikus függvények tulajdonságairól szóló általánosabb tételekre alapozzák. Elegendő tudni a {\displaystyle Z_{n}} sorozat elemeinek momentumait illetve kumulánsait, amelyekkel meghatározható  a karakterisztikus függvény Taylor-sora.
Elemi úton is belátható. Ehhez megvizsgálják az {\displaystyle \operatorname {E} (f(Z_{n}))} alakú várható értékeket, amelyek egyrészt megfelelnek egy egy zárt {\displaystyle [a,b]} intervallum indikátorfüggvénye esetén a {\displaystyle P(a\leq Z_{n}\leq b)} valószínűségnek, másrészt jól approximálhatók egy elegendően sima {\displaystyle f} függvénnyel. Ez az eljárás Jarl Waldemar Lindebergtől származik.

## Az elmélet kiterjesztése
A Berry–Esseen-tétel erősíti a tétel eredményét: Ha létezik a {\displaystyle \operatorname {E} ((X_{1}-\mu )^{3})} harmadik centrális momentum, és véges, akkor az eloszlás egyenletesen konvergál a normális eloszláshoz, és a konvergencia sebessége legalább {\displaystyle 1/{\sqrt {n}}}.
Független Bernoulli-eloszlású valószínűségi változók esetén az összeg binomiális eloszlású. Ekkor a Moivre-Laplace-tétel a centrális határeloszlás tételéből adódik.
Ugyanolyan stabil eloszlások esetén már végesben teljesül a tétel, hiszen a stabilitás miatt az összeg és a lenormált összeg is szintén a stabil eloszlás családjából való. Normális eloszlás esetén ez is teljesül. Vannak más stabil eloszlások is, de ez az egyetlen, aminek véges a szórása.
Magasabb dimenzióban a tétel hasonlóan teljesül. A határeloszlás ott is stabil, emiatt véges szórású esetekben a határeloszlás több dimenziós normális eloszlás lesz. 
Vannak olyan változatok, amelyekben megengedett az összefüggés bizonyos valószínűségi változók között. A Lindenberg- és a Ljapunov-feltételek  olyan csoportokat képeznek, amelyeken belül a valószínűségi változók függetlenek, és csak különböző csoportokba tartozó változók között lehet összefüggés. A csoportképzés módját sémának nevezik, tehát a fenti feltételek sémákat alkotnak.

## CHT variánsok
- Ljapunov CHT[16]
- Lindeberg CHT[17]
- Több dimenziós CHT[18]
- CHT egymástól nem független változók esetén[19]

## Fordítás
- Ez a szócikk részben vagy egészben  a   Zentraler Grenzwertsatz című német Wikipédia-szócikk fordításán alapul.  Az eredeti cikk szerkesztőit annak laptörténete sorolja fel. Ez a jelzés csupán a megfogalmazás eredetét és a szerzői jogokat jelzi, nem szolgál a cikkben szereplő információk forrásmegjelöléseként.